# جيري هيرلي (لاعب كرة قاعدة)
جيري هيرلي (بالإنجليزية: Jerry Hurley)‏ هو لاعب كرة قاعدة أمريكي، ولد في 15 يونيو 1863 في بوسطن في الولايات المتحدة، وتوفي بنفس المكان في 17 سبتمبر 1950.

## وصلات خارجية
- جيري هيرلي (لاعب كرة قاعدة) على موقعبيزبول رفرنس.كوم (الدوري الرئيسي) (الإنجليزية)
- جيري هيرلي (لاعب كرة قاعدة) على موقعبيزبول رفرنس.كوم (الدوري الثانوي) (الإنجليزية)